# CD Universidad Católica (Santiago de Chile)
CD Universidad Católica (celým názvem Club Deportivo Universidad Católica) je chilský fotbalový klub z hlavního města Santiago de Chile. Byl založen v roce 1937 a svoje domácí utkání hraje na stadionu Estadio San Carlos de Apoquindo s kapacitou 20 000 diváků.
Klubové barvy jsou modrá a bílá.
Největším rivalem je Club Universidad de Chile rovněž ze Santiaga.

## Úspěchy
domácí
- 11× vítěz Primera División (1949, 1954, 1961, 1966, 1984, 1987, 1997 Apertura, 2002 Apertura, 2005 Clausura, 2010, 2015/16 Clausura)[3]
- 4× vítěz chilského poháru (1983, 1991, 1995, 2011)[4]

mezinárodní
- 1× vítěz Copa Interamericana (1993)[pozn. 1][5]

## Známí hráči
- José Manuel Moreno[1]
- Manuel Pellegrini